# 小紹普爾卡河
小紹普爾卡河（烏克蘭語：Мала Шопурка），是烏克蘭的河流，位於該國西部，屬於紹普爾卡河的支流，流經外喀爾巴阡州，在科比列齊卡波利亞納與中里卡河匯流，河流全長28公里，流域面積121平方公里。